# Cane (ort)
Cane är en ort i Honduras.   Den ligger i departementet Departamento de La Paz, i den sydvästra delen av landet, 50 km väster om huvudstaden Tegucigalpa. Cane ligger 659 meter över havet och antalet invånare är 2 190.
Terrängen runt Cane är varierad, och sluttar österut. Runt Cane är det ganska glesbefolkat, med 39 invånare per kvadratkilometer. Närmaste större samhälle är Comayagua, 18,9 km norr om Cane. Omgivningarna runt Cane är en mosaik av jordbruksmark och naturlig växtlighet.